# Amoeba’s Secret
Amoeba’s Secret — концертный мини-альбом Пола Маккартни, вышедший в 2007 году, записан во время «секретного» (никак не афишировавшегося заранее) выступления Маккартни и его группы в музыкальном магазине Amoeba Music в Голливуде (Лос-Анджелес, штат Калифорния, США) 27 июня 2007.

## Об альбоме
Мини-альбом выпущен 13 ноября 2007 в виде винилового диска ограниченным тиражом (limited vinyl edition), в январе 2009 на CD-диске и в формате пакета цифровых файлов (англ. Music download) для загрузки через Интернет.
Мини-альбом достиг 119-го места в чарте альбомов Billboard 200, хотя реклама альбома была минимальной. Оформление обложки альбома иллюстрациями с низким резрешением является намеренным, чтобы напоминать бутлег-альбом. На обратной стороне обложки изображен фрагмент буквенного пазла (англ. wordsearch puzzle), буквы которого составляют «спрятанные» названия песен, записанных на альбоме.
Полная версия выступления Маккартни в Amoeba Music в 2007 была выпущена как альбом Paul McCartney Live in Los Angeles 17 января 2010 только в Великобритании и Ирландии и распространялась в рамках рекламной кампании в виде приложения к номерам газет (соответственно) The Mail on Sunday и Irish Sunday Mail.

## Отзывы критиков
«К сожалению, это только кусочек полной программы концерта, где было исполнено 20 песен, но это тоже неплохое издание: две песни из Memory Almost Full (лучшая из них „That Was Me“, звучащая грубовато и смешно, не так, как на Memory), вызывающая ощущение головокружительного полёта „C Moon“ и энергичная заключительная „I Saw Her Standing There“. Здесь всего понемногу от Сэра Пола, и всё это хорошего качества, достаточное, чтобы вы захотели побывать на этом представлении, или, как минимум, чтобы всё это вышло на CD.»

## Список композиций
| №                   | Название                   | Автор(ы)                   | Длительность |
| ------------------- | -------------------------- | -------------------------- | ------------ |
| 1.                  | «Only Mama Knows»          | Пол Маккартни              | 3:47         |
| 2.                  | «C Moon»                   | Пол и Линда Маккартни      | 3:17         |
| 3.                  | «That Was Me»              | Маккартни                  | 3:03         |
| 4.                  | «I Saw Her Standing There» | Джон Леннон, Пол Маккартни | 3:25         |
| Общая длительность: | Общая длительность:        | Общая длительность:        | 13:32        |

## Номинации
Два трека с мини-альбома были номинированы на премию «Грэмми» в 2008 для 51-й церемонии вручения премии, состоявшейся 8 февраля 2009: «That Was Me» в номинации «Лучшее мужское вокальное поп исполнение» (англ. Best Male Pop Vocal Performance) (в итоге в номинации премию получил Джон Мейер за песню «Say») и «I Saw Her Standing There» в номинации «Лучшее сольное вокальное рок исполнение» (англ. Best Solo Rock Vocal Performance) (премию получила ещё одна песня Джона Мейера — «Gravity»). Во время церемонии Маккартни исполнял «I Saw Her Standing There»; в составе аккомпанирующей группы на этом выступлении на барабанах играл Дэйв Грол.

## Список релизов
| Страна | Дата           | Лейбл      | Формат   | Номер по каталогу              |
| ------ | -------------- | ---------- | -------- | ------------------------------ |
| США    | 13 ноября 2007 | Hear Music | 12" EP   | HMLP-30607 (8 88072 30607 3)   |
| США    | 27 января 2009 | Hear Music | CD       | HRM-31306-02 (8 88072 31306 4) |
| США    | 27 января 2009 | Hear Music | download | HRM-31306-25                   |

## Участники записи
- Пол Маккартни — ведущий вокал, бас-гитара, акустическая гитара
- Расти Андерсон[англ.] — соло-гитара
- Эйб Лабориэл-младший[англ.] — барабаны
- Брайан Рэй[англ.] — ритм-гитара, бас-гитара
- Дэвид Арч (David Arch) — клавишные

(по другим данным) Пол 'Уикс' Уикенс — клавишные